# Alucra

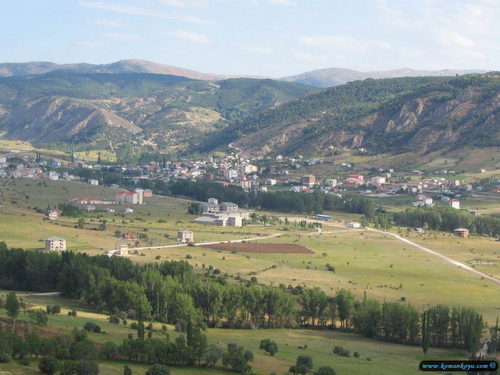
Alucra

Alucra ist eine türkische Stadt und zugleich Verwaltungszentrum des gleichnamigen Landkreises in der Provinz Giresun. Die Stadt liegt ca. 75 km südöstlich der Provinzhauptstadt Giresun und beherbergt etwa 50,6 Prozent der Landkreisbevölkerung (2020).
Der Landkreis Alucra grenzt an die Kreise Çamoluk, Şebinkarahisar, Yağlıdere und Güce sowie im Osten an drei Kreise der Provinz  Gümüşhane. Er besteht neben der Kreisstadt aus 38 Dörfern (Köy) mit durchschnittlich 122 Bewohnern. Das größte Dorf ist Yeşilyurt (396 Einw.). Der zweitgrößte Kreis ist mit einer Bevölkerungsdichte von 8,3 der am dünnsten besiedelte Kreis der Provinz (Provinzdurchschnitt: 64,4 Einwohner je km²).

## Söhne und Töchter der Stadt
- Ozan Arif (1949–2019), nationalistischer Produzent und Sänger
- Nurettin Canikli (* 1960), Politiker der AKP
- Teoman (* 1967), Rockmusiker
- Adem Gezici (* 1983), Fußballspieler